# Герасименко Станіслав Дмитрович
Станіслав Дмитрович Герасименко (нар. 14 липня 1947, с. Мар'їнка, Мар'їнський район, Донецька область) — Народний депутат України 1-го скликання.

## Біографія
Народився 14 липня 1947 року, в с. Мар'їнка, Мар'їнського р-ну, Донецької обл., у селянській родині. Закінчив Донецький сільськогосподарський технікум та Українську сільськогосподарську академію за спеціальністю «агроном»
З 1967 року працював бригадиром-овочевником Новоселідовської фабрики с. Цукурине, Красноармійського р-ону. Проходив строкову службу в Радянській Армії.
З 1969 року працював бригадиром колгоспу ім. Кірова Красноармійського р-ону. З 1977 р. — головний агроном колгоспу «Радянська Україна».
З 1984 року — голова колгоспу «Шлях Ілліча» Красноармійського району.
Одружений, має дітей.

## Політична діяльність
Член КПРС.
18 березня 1990 року обраний Народним депутатом України, набравши у 2-му турі 50,48% голосів, 4 претендентів (Донецька обл., Красноармійський виборчий округ № 149).
Входив до групи «Земля і воля».
Член Комісії ВР України з питань будівництва, архітектури та житлово-комунального господарства.

## Нагороди
Нагороджений орденом Трудового Червоного Прапора.